# Adam Zertal
 (novembre 2021).
La mise en forme du texte ne suit pas les recommandations de Wikipédia : il faut le « wikifier ».
Les points d'amélioration suivants sont les cas les plus fréquents. Le détail des points à revoir est peut-être précisé sur la page de discussion.
- Les titres sont pré-formatés par le logiciel. Ils ne sont ni en capitales, ni en gras.
- Le texte ne doit pas être écrit en capitales (les noms de famille non plus), ni en gras, ni en italique, ni en « petit »…
- Le gras n'est utilisé que pour surligner le titre de l'article dans l'introduction, une seule fois.
- L'italique est rarement utilisé : mots en langue étrangère, titres d'œuvres, noms de bateaux, etc.
- Les citations ne sont pas en italique mais en corps de texte normal. Elles sont entourées par des guillemets français : « et ».
- Les listes à puces sont à éviter, des paragraphes rédigés étant largement préférés. Les tableaux sont à réserver à la présentation de données structurées (résultats, etc.).
- Les appels de note de bas de page (petits chiffres en exposant, introduits par l'outil «  Source ») sont à placer entre la fin de phrase et le point final[comme ça].
- Les liens internes (vers d'autres articles de Wikipédia) sont à choisir avec parcimonie. Créez des liens vers des articles approfondissant le sujet. Les termes génériques sans rapport avec le sujet sont à éviter, ainsi que les répétitions de liens vers un même terme.
- Les liens externes sont à placer uniquement dans une section « Liens externes », à la fin de l'article. Ces liens sont à choisir avec parcimonie suivant les règles définies. Si un lien sert de source à l'article, son insertion dans le texte est à faire par les notes de bas de page.
- La présentation des références doit suivre les conventions bibliographiques. Il est recommandé d'utiliser les modèles {{Ouvrage}}, {{Chapitre}}, {{Article}}, {{Lien web}} et/ou {{Bibliographie}}. Le mode d'édition visuel peut mettre en forme automatiquement les références.
- Insérer une infobox (cadre d'informations à droite) n'est pas obligatoire pour parachever la mise en page.

Pour une aide détaillée, merci de consulter Aide:Wikification.
Si vous pensez que ces points ont été résolus, vous pouvez retirer ce bandeau et améliorer la mise en forme d'un autre article.
Adam Zertal (en hébreu : אדם זרטל), né le 3 décembre 1936 et mort le 18 octobre 2015, est un archéologue israélien.

## Biographie
Adam Zertal grandit à Ein Shemer, un kibboutz du Nord d'Israël affilié au mouvement Hashomer Hatzaïr. Après avoir travaillé brièvement dans l'import-export de produits agricoles, il est mobilisé durant la guerre du Kippour et grièvement blessé sur le front égyptien. Soigné pendant un an à l'hôpital Hadassah de Jérusalem, il suit en même temps par correspondance une formation universitaire en archéologie. 
Zertal participe au programme de prospections archéologiques The Manasseh Hill Country Survey organisé par le gouvernement israélien. Il fait une thèse sur le site du mont Ebal et est nommé professeur à l'université de Haïfa.

## Archéologie
Zertal identifie plusieurs sites durant la campagne de prospections de surface, sur lesquels il travaille et qui remontent notamment au début de l'âge du fer et aux premiers temps de la présence israélite en terre d'Israël (Canaan).
Ce qu'il considère comme l'« autel de Josué » est une structure de pierres qu'il découvre sur le flanc du mont Ebal, proche de la ville de Naplouse (Sichem) en Samarie. Cet assemblage de pierres brutes a une forme à peu près carrée et se complète d'une rampe d'accès. Zertal y dirige plusieurs saisons de fouilles et date le site du tout début de l'âge du fer (XIIIe – XIIe siècles avant J.-C.). Y sont trouvés des tessons de poterie typiques de l'âge du fer, deux scarabées égyptiens qui remontent au règne de Ramsès II et des centaines d'ossements d'animaux calcinés. L'inventaire de ces derniers révèle qu'ils appartiennent à quatre espèces animales : chèvres, moutons, taureaux et daims. Zertal interprète le site comme un autel à sacrifices proto-israélite. Il propose même une correspondance avec l'épisode biblique de la construction d'un autel par Josué sur le mont Ebal (Deutéronome 27, 4-10 ; Josué 8, 30-35),.
La « ville biblique de Siséra » est assimilée par Zertal au site d'El-ahwat, où il dirige des fouilles. Il propose de l'identifier à la Harosheth Haggoyim biblique ; dans le Livre des Juges, c'est une forteresse où stationnait la cavalerie de Sisera, commandant de l'armée du roi Jabin (Juges 4) ,.
Des « enclos en forme de pieds » sont trouvés dans la vallée du Jourdain et les collines à l'ouest de celle-ci. Zertal interprète ces enclos comme des sites cérémoniels utilisés pendant l'âge du fer I. Il propose d'expliquer l'étymologie du terme aliya la-regel (fouler aux pieds), communément traduit par « pèlerinage », comme dérivant de ces enclos. L'expression serait en rapport avec le pèlerinage vers Jérusalem. Il fait un lien entre la forme des enclos et le concept biblique de prise d'un territoire dans lequel on met le pied, comme dans Genèse 13, 17 et Deutéronome 11, 24. Zertal découvre cinq de ces sites : Bedhat esh-Sha'ab (près de Moshav Argaman (en)), Masua, Yafit, el-'Unuq, ainsi que les enceintes intérieure et extérieure du mont Ebal,.
Une ancienne carrière souterraine creusée dans la vallée du Jourdain est explorée en 2009 par Zertal. Il associe cette grotte à deux lieux connus de l'époque byzantine, Galgala et Dodekaliton (« douze pierres » en grec), qui apparaissent sur la carte en mosaïque de Madaba en Jordanie. Il justifie le lien proposé par le fait que les Byzantins aient pu identifier le site comme Guilgal, où les Israélites auraient déposé les douze pierres qu'ils avaient plantées en traversant le Jourdain (Josué 4, 20),.

## Publications
- Naissance d’une nation. L’autel du mont Ébal et l’émergence d’Israël, Longueuil (Québec), éditions Ministère Multilingue International, 2015.
- Has Joshua’s Altar Been Found on Mt. Ebal ? Biblical Archaeology Review, janvier-février 1985, vol. 11, n° 1.
- An Early Iron Age Cultic Site on Mount Ebal : ExcavationSeasons 1982-1987. Tel-Aviv. Journal of the Tel Aviv Institute of Archaeology, vol. 13-14, n° 2, 1986-1987.
- The Manasseh Hill Country Survey (2004) 1. Boston: BRILL.  (ISBN 9004137564).
- The Manasseh Hill Country Survey (2007) 2. Boston: BRILL.  (ISBN 978-9004163690)
- The Manasseh Hill Country Survey (2016) 3. Boston: BRILL.  (ISBN 978-9004312302)
- The Manasseh Hill Country Survey (2017) 4. Boston: BRILL.  (ISBN 978-9004346963)
- The Manasseh Hill Country Survey (2019) 5. Boston: BRILL.  (ISBN 978-9004400863)